# José Luis de los Mozos
José Luis de Los Mozos y de Los Mozos (Valladolid, 2 de septiembre de 1924 - ibídem, 30 de mayo de 2008) fue un jurista español y el primer vallisoletano en acceder al Tribunal Constitucional.

## Inicios
Nació en la calle de las Angustias en 1924. En su infancia estudió en el Colegio de San José, de la Compañía de Jesús, a la que permaneció vinculado toda su vida. Cursó la licenciatura en la Facultad de Derecho de la Universidad de Valladolid, recibiendo allí las enseñanzas de Ignacio Serrano y Serrano. Una vez licenciado en Derecho, preparó su Tesis Doctoral en París, Roma y Hamburgo y en 1956 defendió la tesis sobre La conversión del Negocio Jurídico, obteniendo la máxima calificación.
Posteriormente, compatibilizó el ejercicio de la abogacía con su puesto de o funcionario del Estado en el Instituto Nacional de la Vivienda.

## Actividad docente
En 1963, obtuvo la plaza de Profesor Adjunto de Derecho Civil. Años más tarde, en 1967 fue nombrado Catedrático de Derecho Civil de la Universidad de Oviedo, donde enseñó hasta 1970, año en que paso a ejercer su Cátedra en la Universidad de Salamanca hasta 1978, pasando después a la Universidad de Valladolid, donde permaneció enseñando hasta su jubilación en el año 1994. Durante su dilatada carrera docente ocupó importantes cargos académicos: Director de Departamento y de Escuela de Práctica Jurídica, director de Departamento de Derecho Civil; secretario General de la Universidad de Valladolid; vicerrector de Investigación de la Universidad de Salamanca y decano de la Facultad de Derecho de la Universidad de Oviedo. También fue profesor de Filosofía del Derecho y de Derecho Romano.

## Actividad internacional
También fue miembro fundador y presidente (desde 1998 hasta su muerte en 2008) de la Academia de iusprivatistas europeos de Pavía, junto a Giuseppe Gandolfi, Trabucchi, Brancaccio, Bianca, Mcgregor, Stein, Tunc, participó activamente en el grupo internacional dedicado a la elaboración de un anteproyecto de Código Europeo de Contratos, para la integración de las legislaciones de los distintos Derechos europeos. 
Fue miembro activo de instituciones dedicadas al Derecho latinoamericano, del Instituto de Derecho Agrario de Florencia, del de Derecho Rural de París y de la Unión Mundial de Agraristas Universitarios. En España, fue vocal permanente de la Comisión General de Codificación y Académico de Número de la Real Academia de Legislación y Jurisprudencia de Valladolid. Además, fue profesor de la Facultad Internacional para la Enseñanza del Derecho comparado de Estrasburgo.

## Actividad política
En la transición española,  presentó, por el partido  Alianza Popular, su candidatura al Senado, siendo elegido Senador el 15 de julio de 1986. Durante su paso por el Senado, y dada su condición de civilista, en 1989, con motivo del Centenario del Código Civil Español, propició la publicación en dos volúmenes de los debates parlamentarios que condujeron al mismo. También fue portavoz adjunto del Grupo Popular en el Senado, así como portavoz de la Comisión de la Constitución y de la Comisión de Incompatibilidades en la III Legislatura, ambos en la cámara alta.
En 1989, tomó posesión como magistrado del Tribunal Constitucional, cargo que ocupó hasta 1992.

## Vida familiar
De los Mozos tuvo seis hijos, dos de ellos dedicados a la docencia: José Javier de los Mozos Touya, catedrático de Derecho Romano, e Isabel de los Mozos Touya, que ejerce como profesora titular de Derecho Administrativo, ambos en la Universidad de Valladolid.

## Méritos y distinciones
Entre las distinciones que recibió, fue catedrático emérito de Derecho Civil de la Universidad de Valladolid y magistrado emérito del Tribunal Constitucional, doctor «honoris causa» por las Universidad de París V Descartes (Paris V) en el año 1990 y de San Pedro de Chimbote (Perú), en el año 2000. Cuenta con las medallas de la Universidad de Pisa (Italia) y Universidad Andrés Bello de Chile. 
Por otra parte, también recibió la cruz de la Orden de Cisneros, la medalla de la Orden del Mérito Constitucional de España y la gran cruz de la Orden de Isabel la Católica.
Fue uno de los más importantes especialistas de España en Derecho Civil y en su haber tiene decenas de libros publicados y numerosos y prestigiosos reconocimientos académicos en este país y en varias universidades europeas.